# B'Twin

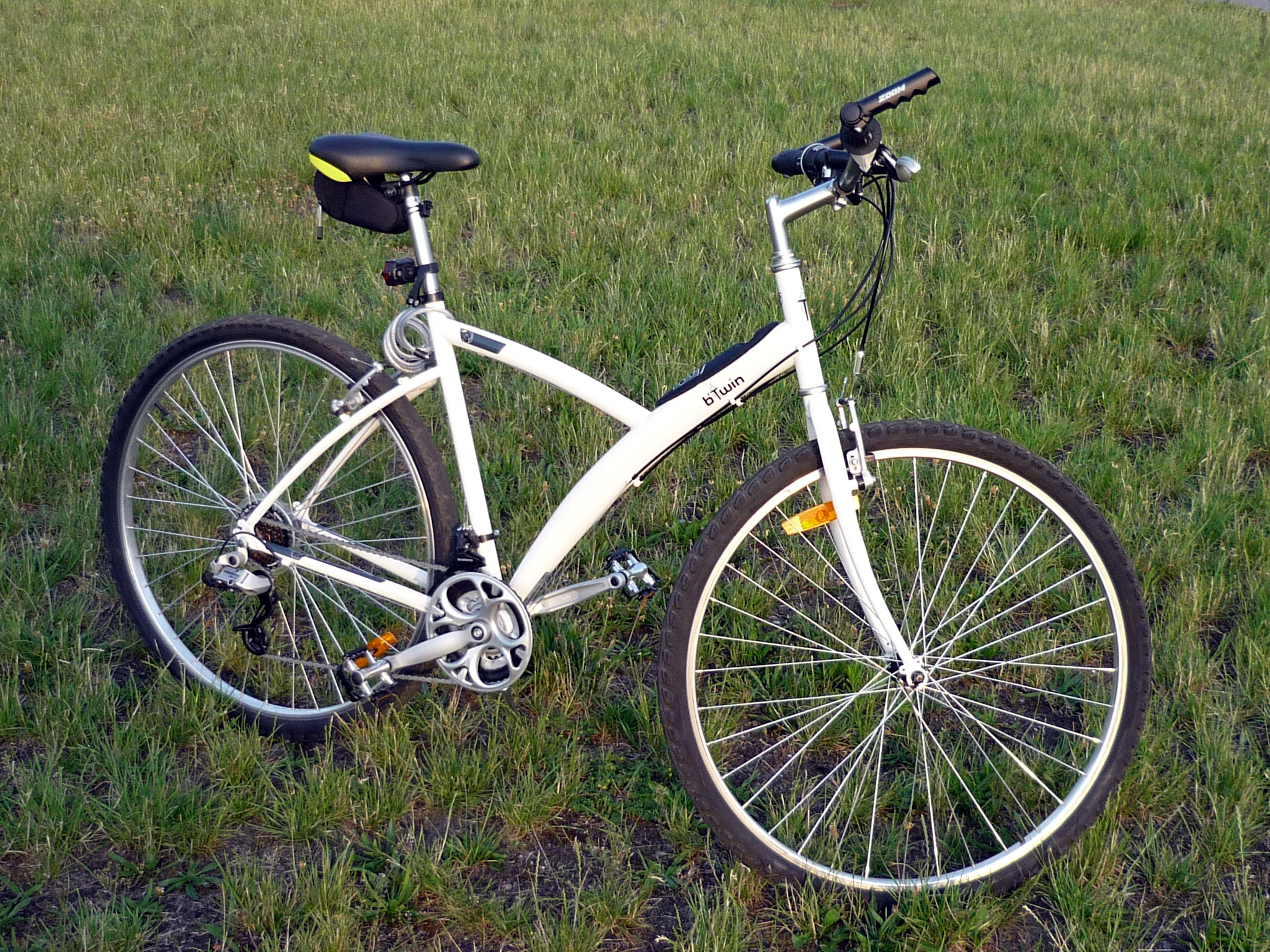
Een fiets van het merk B'Twin

B'Twin is een fietsmerk dat eigendom is van de Franse sportwinkelketen Decathlon. De meeste onder dit merk geproduceerde fietsen worden geassembleerd in Oost-Europa; de frames worden onder andere in Shanghai geproduceerd door de Taiwanese fabrikant Oyama. In 2010 is een klein deel van de assemblage naar Frankrijk verplaatst.
B'Twin is in Frankrijk een veelgezien fietsmerk met een breed assortiment, vergelijkbaar met Gazelle of Batavus in Nederland.